# Lars Jakobsen
Lars Jakobsen (Grenaa, 4 novembre 1961) è un ex calciatore danese, di ruolo attaccante.

## Carriera
Ha giocato nel Randers Freja, nell'Odense e nel Nørre Aaby IK. Capocannoniere della 1. division nel 1988, Jakobsen ha vinto un campionato danese con l'Odense e una Coppa di Danimarca nella stagione 1990-1991.
Vanta 4 presenze e un gol nella Nazionale danese. Ha giocato inoltre 2 partite segnando 3 reti in una selezione danese.

## Palmarès

### Club
- Superligaen: 1

Odense: 1988
- Landspokalturneringen: 1

Odense: 1990-1991

### Individuale
- Capocannoniere della Superligaen: 1

1989 (14 gol)